# Obaga de l'Alou
L'Obaga de l'Alou és una obaga del terme municipal de Conca de Dalt, dins de l'antic terme de Claverol, al Pallars Jussà. Es troba en territori de l'antic enclavament dels Masos de Baiarri.
Està situat a la part central de l'enclavament, a l'esquerra del barranc de la Font de l'Alou, al sud-est dels Masos de Baiarri i al nord-est de les Roques d'Eroles. És tot el vessant septentrional i nord-occidental del Cap de l'Alt de Baiarri.